# Masía Fortificada de Mas Tena
La Masía Fortificada Torre de Mas de Tena, o Torre de Mas de Tena, es un edificio agrícola y residencial fortificado, situado en un llano cultivado en el camino que une Villafranca con los Mas de Roig y Mas de Figuera de Villafranca del Cid, en la comarca del Alto Maestrazgo.
Está declarada de forma genérica Bien de Interés Cultural, presentando anotación ministerial R-I-51-0012190, bajo la protección de la Declaración genérica del Decreto de 22 de abril de 1949, y la Ley 16/1985 sobre el Patrimonio Histórico Español, y presentando anotación ministerial del 11 de noviembre de 2008.

## Historia
Dispersas por el término municipal de Villafranca del Cid existen una gran cantidad de masías fortificadas. Se considera que una de las razones de su existencia y número se debe a que la zona de Villafranca del Cid no contaba con un castillo que permitiera a los agricultores diseminados por la zona, refugiarse en caso de peligro. Si tenemos en cuenta que esta zona ha estado involucrada en todos los conflictos bélicos, desde la reconquista a la guerra del 36, (Guerra de Sucesión, Guerra de Independencia, guerras carlistas, disputas con la vecina Morella…), puede entenderse la necesidad de crear espacios fortificados cerca de los núcleos agrícolas en donde se concentraba cierto número de población que vivía de las explotaciones agrarias del altiplano en el que se situaban.
Originariamente se trata de una alquería musulmana que fue evolucionando hasta transformarse en masía, en la que la torre queda incrustada, presentando solamente una fachada exenta.

## Descripción
La masía se localiza en un paraje de suave pendiente al sudoeste. La zona se utiliza para el cultivo agrícola y para la explotación ganadera, dividida en parcelas por muros de poca altura hechos de mampostería en seco. Desde la masía se pueden observar, aunque sea en la lejanía las masías Torre Leandra y el Mas de Patirás, con el monte Peñagolosa al fondo y la Torre Fonso.
El edificio principal, que hacía las veces de residencia de masoveros, presenta planta rectangular y la torre debía situarse en un extremo de la misma, pero al ampliarse el edificio se construyó otro cuerpo que se adosó a la torre (de planta cuadrada), de manera que su posición quedó centrada en la masía, pese a ello se distingue del resto de los edificios por su altura (aproximadamente de tres plantas, la planta baja y dos pisos). La cubierta es a una sola agua con inclinación y acabado en teja árabe. Además hay otros edificios de una sola planta que se utilizan para las labores típicas de la masía, corrales, establos y almacenes.
La torre, de fábrica de mampostería y pequeños sillares en el cuerpo principal, tiene reforzadas las esquinas con sillares de mayor calidad; presenta todavía restos de sus almenas, así como de aspirellas y algunas ventanas.
Puede decirse que es una de las torres más cuidadas, por estar todavía en uso como masía.